# Geoff Bodine
Geoffrey Eli "Geoff" Bodine (Elmira (New York), 18 april 1949) is een Amerikaans autocoureur. Hij reed tussen 1979 en 2004 in de NASCAR Winston Cup en won de Daytona 500 in 1986.

## Carrière
Bodine debuteerde in de Winston Cup in 1979. In 1982 won hij de trofee rookie of the year. Zijn eerste overwinning kwam er tijdens de Sovran Bank 500 op de Martinsville Speedway in 1984 en won later dat seizoen nog twee races. Hij eindigde dat jaar op de negende plaats in de eindstand. Zijn beste cup-positie bereikte hij in 1990 toen hij derde werd. Zijn laatste overwinning in de Winston Cup dateert van 1996 toen hij de Bud At The Glen op Watkins Glen won. Hij reed in 2004 voor het laatst in de Winston Cup. Hij vertrok in zijn carrière 37 keer vanaf poleposition en won achttien races, waarvan de prestigieuze Daytona 500 in 1986.
Hij reed tussen 1982 en 2005 parttime in de Busch Series en won in deze raceklasse zes races. De eerste en laatste overwinning behaalde hij op de Darlington Raceway respectievelijk in 1982 en 1989.
Bodine reed tussen 1995 en 2004 eenentwintig races in de NASCAR Craftsman Truck Series. Hij had in 2000 een spectaculair ongeval in deze raceklasse op de Daytona International Speedway. De klap was zo hevig dat zijn wagen volledig verhakkeld was en er vijf toeschouwers gewond raakten door rondvliegende brokstukken. Bodine kon uit het brandende wrak gehaald worden en herstelde van zijn verwondingen.
In 2009 poogde hij terug te keren naar de Sprint Cup, maar kon zich niet kwalificeren. In 2010 maakte hij een comeback in de Camping World Truck Series op de Atlanta Motor Speedway. Hij kwalificeerde zich op de achtste plaats maar moest de race staken na problemen met de remmen.